# فرد (لاعب كرة قدم)
فرد (18 أغسطس 1979 ببيلو هوريزونتي في البرازيل - ) هو لاعب كرة قدم برازيلي في مركز الوسط. لعب مع دي.سي. يونايتد وفيلادلفيا يونيون ونادي غواراني ونادي ملبورن سيتي ونادي ملبورن فيكتوري ونادي ويلينغتون فينيكس ونيو إنجلاند ريفولوشن وTupi Football Club ‏ وبثلهام ستييل ونادي أمريكا وOlympic Club (Barbacena) ‏.

## وصلات خارجية
- فرد على موقع الدوري الأمريكي (الإنجليزية)
- فرد على موقع قاعدة بيانات كرة القدم.إي يو (الإنجليزية)
- فرد على موقع Soccerway.com (الإنجليزية)
- فرد على موقع عالم كرة القدم.نت (الإنجليزية)
- فرد على موقع AS.com (الإسبانية)